# Abu Nidal
Abū Niḍāl, kunya "da battaglia" di Ṣabrī Khalīl al-Bannā o Ṣabrī Khalīl ˁAbd al-Qādir (Giaffa, maggio 1937 – Baghdad, 16 agosto 2002), è stato un attivista, politico e terrorista palestinese, fondatore del Consiglio Rivoluzionario di al-Fatah detto anche FMT (Fath/al-Majlis al-Thawrī).
È stato fautore, tra le molte, della strage di Fiumicino del 27 dicembre 1985.

## Biografia
Già membro di al-Fatḥ, ne fu espulso nel 1974, accusato di complotto contro Yāser ʿArafāt e fu successivamente processato da un tribunale palestinese e condannato a morte.
Con al-Fatḥ-Consiglio Rivoluzionario ha condotto una incessante attività terroristica in tutto il mondo, sia contro obiettivi israeliani e occidentali, sia contro esponenti palestinesi. Fra le sue vittime figurano militanti considerati moderati o comunque ostili alle linee politiche dei governi di Siria, Iraq, Libia e Sudan che di Abū Niḍāl sono stati alternativamente, ma talvolta anche contemporaneamente, i principali protettori.
Tuttavia, secondo varie fonti significative, come, in primo luogo, il giornalista e storico Patrick Seale (per molti anni corrispondente dal Vicino Oriente per l'"Observer", l'"Economist" e il "Financial Times"), la figura di Abū Niḍāl presenta molti aspetti ambigui e controversi, tanto da far ritenere attendibile una sua manipolazione e/o infiltrazione da parte dei servizi israeliani.
Ciò emerge, oltre che dalle azioni compiute dalla sua organizzazione – oggettivamente favorevoli a un rafforzamento della posizione israeliana – anche da numerosi indizi e circostanze testimoniate nel libro di Seale. Anche un ex-agente del Mossad, Victor Ostrovsky, autore del libro Attraverso l'inganno, che racconta il modus operandi dei servizi segreti israeliani, conferma la validità dell'ipotesi che nella figura di Abū Niḍāl vede in primo luogo un interesse israeliano. Come afferma l'ex-diplomatico israeliano Dan Vittorio Segre, "il ferimento dell'ambasciatore israeliano a Londra (Shlomo Argov ndr.), il 3 giugno [1982], per mano di sicari di Abu Nidal, interessato a provocare un conflitto fra l'Olp e Israele per indebolire ʿArafāt, fornì al governo di Tel Aviv il pretesto per invadere, tre giorni dopo, il Libano".
Dall'anno della fondazione al 1987, i vari attacchi terroristici rivendicati da Abū Niḍāl, o a lui attribuiti, sono stati più di 90, in venti paesi diversi. Fra questi va ricordato il dirottamento del volo Pan Am 73 con 20 passeggeri morti, e l'assalto ai voli delle compagnie israeliana El Al e statunitense TWA all'aeroporto di Fiumicino (Roma) il 27 dicembre 1985, con tredici morti e settanta feriti. Il successivo processo, concluso il 12 gennaio 1988, si concluse con la condanna all'ergastolo per Abu Nidal, mentre Ibrahim Khaled, unico superstite del commando, fu condannato a trent'anni di reclusione.
Abū Niḍāl - chiamato anche Amīn al-Sirr (lett. "il Segretario") - morì a causa di ferite riportate da colpi di arma da fuoco nell'agosto del 2002 a Baghdad. Fonti palestinesi rivelarono che fu ucciso per ordine di Saddam Hussein, che si sarebbe così sbarazzato di un personaggio diventato "ingombrante".
Il Guardian scrisse queste righe all'annuncio della sua morte: "Egli era il patriota trasformatosi in psicopatico. Ha servito solo la personalità deviata che lo ha guidato in tutti i suoi crimini. Era un autentico mercenario".